# Басманов, Владимир Иванович
Влади́мир Ива́нович Басма́нов (23 октября 1923 — 14 сентября 1985) — советский офицер, участник Великой Отечественной войны, командир 2-й инженерной роты 238-го отдельного ордена Александра Невского инженерно-сапёрного батальона 48-й инженерно-сапёрной бригады 70-й армии 2-го Белорусского фронта, старший лейтенант.
Герой Советского Союза (29.06.1945), подполковник запаса с 1958 года.

## Биография
Родился 23 октября 1923 года в городе Бийск ныне Алтайского края в семье рабочего. Русский. Окончил бийскую среднюю школу № 3. Жил в доме № 59 по Телеграфному переулку.
В Красную армию призван в 1941 году Бийским горвоенкоматом Алтайского края. В боях Великой Отечественной войны с сентября 1941 года, служил в инженерных войсках. В 1941 году окончил Кемеровское военно-пехотное училище, в 1942 году — Ленинградское военное инженерное училище, в 1943 году — Центральные курсы заграждений и особой техники. Член ВКП(б) с 1945 года. Сражался под Москвой и Ленинградом, на Центральном и 2-м Белорусском фронтах, пять раз был ранен.
Командир 2-й инженерной роты 238-го отдельного ордена Александра Невского инженерно-сапёрного батальона (48-я инженерно-сапёрная бригада, 70-я армия, 2-й Белорусский фронт) кандидат в члены ВКП(б) старший лейтенант Владимир Басманов 20 апреля 1945 года организовал переправу 562-го стрелкового полка (165-я стрелковая дивизия, 70-я армия, 2-й Белорусский фронт) через реку Вест Одер севернее германского города Гарц.
Когда был убит командир 562-го стрелкового полка подполковник Мамонтов, военный инженер Басманов В. И. организовал бой стрелковых подразделений на захваченном участке плацдарма.
В. И. Басманов получил ранение, но остался в строю, и продолжал выполнять боевую задачу.
Указом Президиума Верховного Совета СССР от 29 июня 1945 года за образцовое выполнение боевых заданий командования на фронте борьбы с немецкими захватчиками и проявленные при этом мужество и геройство старшему лейтенанту Басманову Владимиру Ивановичу присвоено звание Героя Советского Союза с вручением ордена Ленина и медали «Золотая Звезда» (№ 4704).
После войны В. И. Басманов продолжал службу в армии, был командиром отдельной воинской части. С 1958 года подполковник Басманов В. И. — в запасе.
Жил в городе Бузулуке Оренбургской области. Работал старшим инженером отдела капитального строительства НПУ «Бузулукнефть» объединения «Оренбургнефть». Скончался 14 сентября 1985 года.

## Награды
- Медаль «Золотая Звезда» Героя Советского Союза (№ 4704)
- Орден Ленина
- Орден Александра Невского
- Два ордена Отечественной войны I степени
- Орден Красной Звезды
- Медали, в том числе:
  - Медаль «За победу над Германией в Великой Отечественной войне 1941—1945 гг.»
  - Юбилейная медаль «Двадцать лет Победы в Великой Отечественной войне 1941—1945 гг.»
  - Юбилейная медаль «Тридцать лет Победы в Великой Отечественной войне 1941—1945 гг.»
  - Юбилейная медаль «Сорок лет Победы в Великой Отечественной войне 1941—1945 гг.»

## Память
Имя Героя увековечено на Мемориале Славы в городе Барнауле. Биография Басманова включена в Энциклопедию Алтайского края. В мае 2005 года в Бузулуке на административном здании ОАО «Оренбургнефть» открыта мемориальная доска в память о Герое Советского Союза В. И. Басманове, который с 1965 года по 1975 год работал в нефтяной отрасли Оренбуржья. Школа № 1 в Бузулуке носит имя Басманова В. И.